# Atletismo nos Jogos Pan-Americanos de 1963 - 800 m masculino
A prova dos 800 m masculino nos Jogos Pan-Americanos de 1963 foi realizada em São Paulo, Brasil.

## Medalhistas
| Ouro                   | Prata                       | Bronze                            |
| Don Bertoia CAN Canadá | Siegmar Ohlemann CAN Canadá | Ernie Cunliffe USA Estados Unidos |

## Resultados
| Posição           | Nome             | Nacionalidade      | Tempo   | Notas |
| ----------------- | ---------------- | ------------------ | ------- | ----- |
| Medalha de ouro   | Don Bertoia      | CAN Canadá         | 1:48.46 |       |
| Medalha de prata  | Siegmar Ohlemann | CAN Canadá         | 1:48.63 |       |
| Medalha de bronze | Ernie Cunliffe   | USA Estados Unidos | 1:48.92 |       |
| 4                 | Paulo de Araújo  | BRA Brasil         | 1:52.82 |       |
| 5                 | Bill Dotson      | USA Estados Unidos | 1:57.40 |       |